# Tennis als Jocs Olímpics d'estiu de 1968 - Dobles femenins demostració
La competició de dobles femenins de demostració va ser una de les deu proves del programa de tennis als Jocs Olímpics de Ciutat de Mèxic de 1968. La competició se celebrà entre els dies 14 i 20 d'octubre de 1968 en tres seus diferents de la ciutat de Guadalajara: Guadalajara Country Club, Atlas Sports Club i Guadalajara Sports Club, tots sobre terra batuda.
Com a esport de demostració, les medalles aconseguides no es tenen en compte en el còmput general de medalles de cada país.

## Classificació
| Posició | Nom                                  | País                  |
| ------- | ------------------------------------ | --------------------- |
| Or      | Edda Buding Helga Niessen            | RFA                   |
| Plata   | Rosa Maria Darmon Julie Heldman      | França · Estats Units |
| Bronze  | Jane Bartkowicz Valerie Ziegenfuss   | Estats Units          |
| 4       | Lucía Góngora Patricia Montaño       | Mèxic                 |
| 5       | Suzana Petersen Cecilia Rosado       | Brasil · Mèxic        |
| 5       | María Eugenia Guzmán Ana María Ycaza | Equador               |

## Quadre
|  | Primera ronda | Primera ronda                        | Primera ronda                      | Primera ronda             | Primera ronda |   |                                | Semifinals | Semifinals          | Semifinals          | Semifinals          | Semifinals          |                     |  | Final | Final                              | Final | Final | Final |
|  |               |                                      |                                    |                           |               |   |                                |            |                     |                     |                     |                     |                     |  |       |                                    |       |       |       |
|  | 1             | Jane Bartkowicz Valerie Ziegenfuss   |                                    |                           |               |   |                                |            |                     |                     |                     |                     |                     |  |       |                                    |       |       |       |
|  |               | ningú                                |                                    |                           |               |   |                                |            |                     |                     |                     |                     |                     |  |       |                                    |       |       |       |
|  |               | 1                                    | Jane Bartkowicz Valerie Ziegenfuss | 6                         | 4             | 3 |                                |            |                     |                     |                     |                     |                     |  |       |                                    |       |       |       |
|  |               |                                      |                                    |                           |               | 3 |                                |            |                     |                     |                     |                     |                     |  |       |                                    |       |       |       |
|  |               |                                      | Rosa Maria Darmon Julie Heldman    | 2                         | 6             | 6 |                                |            |                     |                     |                     |                     |                     |  |       |                                    |       |       |       |
|  |               | Rosa Maria Darmon Julie Heldman      | Rosa Maria Darmon Julie Heldman    | 2                         | 6             | 6 | 7                              | 6          |                     |                     |                     |                     |                     |  |       |                                    |       |       |       |
|  |               | Rosa Maria Darmon Julie Heldman      |                                    |                           |               |   | 7                              | 6          |                     |                     |                     |                     |                     |  |       |                                    |       |       |       |
|  |               | Suzana Petersen Cecilia Rosado       | 5                                  | 0                         |               |   |                                |            |                     |                     |                     |                     |                     |  |       |                                    |       |       |       |
|  |               |                                      |                                    |                           |               |   |                                |            |                     |                     |                     |                     |                     |  |       | Rosa Maria Darmon Julie Heldman    | 3     | 4     |       |
|  |               |                                      | 2                                  | Edda Buding Helga Niessen | 6             | 6 |                                |            |                     |                     |                     |                     |                     |  |       |                                    |       |       |       |
|  |               | María Eugenia Guzmán Ana María Ycaza | 5                                  | 6                         | 3             |   |                                |            |                     |                     |                     |                     |                     |  |       |                                    |       |       |       |
|  |               | Lucía Góngora Patricia Montaño       | 7                                  | 3                         | 6             |   |                                |            |                     |                     |                     |                     |                     |  |       |                                    |       |       |       |
|  |               | Lucía Góngora Patricia Montaño       | 7                                  | 3                         | 6             |   | Lucía Góngora Patricia Montaño | 4          | 1                   |                     |                     |                     |                     |  |       |                                    |       |       |       |
|  |               |                                      |                                    |                           |               |   | Lucía Góngora Patricia Montaño | 4          | 1                   |                     |                     |                     |                     |  |       |                                    |       |       |       |
|  |               |                                      | Edda Buding Helga Niessen          | 6                         | 6             |   |                                |            | Final de consolació | Final de consolació | Final de consolació | Final de consolació | Final de consolació |  |       |                                    |       |       |       |
|  |               | ningú                                | Edda Buding Helga Niessen          | 6                         | 6             |   |                                |            | Final de consolació | Final de consolació | Final de consolació | Final de consolació | Final de consolació |  |       |                                    |       |       |       |
|  |               |                                      |                                    |                           |               |   |                                |            |                     |                     |                     |                     |                     |  |       |                                    |       |       |       |
|  |               | Edda Buding Helga Niessen            |                                    |                           |               |   |                                |            |                     |                     |                     |                     |                     |  | 1     | Jane Bartkowicz Valerie Ziegenfuss | 6     | 6     |       |
|  |               |                                      |                                    |                           |               |   |                                |            |                     |                     |                     |                     |                     |  |       | Lucía Góngora Patricia Montaño     | 2     | 1     |       |